# Heike Balck
Heike Balck, född den 19 augusti 1970 i Schwerin, är en tysk före detta friidrottare som tävlade i höjdhopp.
Balck deltog vid EM 1990 och slutade då femma. Hon blev bronsmedaljör vid inomhus-VM 1991 efter ett hopp på 1,94. Hon deltog även vid VM 1991 i Tokyo och slutade då tolva. Hennes sista mästerskap blev VM 1997 då hon slutade på en tionde plats.
Hennes personliga rekord på 2,01 från en tävling 1989 i Karl-Marx-Stadt är fortfarande världsrekord för juniorer som hon delar med Olga Turtjak (Sovjetunion).